# King Ghidorah
King Ghidorah er en fiktiv trehovedet drage fra Godzilla, der kæmper mod Godzilla.
Han dukkede først op i filmen "Ghidorah: the Three-Headed Monster". Han ankom med en meteor efter at have udslettet beboerne på planeten Venus. Han blev nedkæmpet af Godzilla, Rodan og Mothra.
Ghidorah vendte tilbage i filmen "Invasion of the Astro Monster" hvor rumvæsener fra Planet X(En hemmelig planet bag Jupiter) ønsker hjælp med at bekæmpe Ghidorah.
I en anden tidslinje blev han skabt, da onde rumvæsener der forklædte sig som videnskabsmænd fra fremtiden ville ødelægge Japan ved at forhindre Godzilla i at blive skabt og i stedet skabe King Ghodorah.

## Filmserien
- Ghidorah, the Three-Headed Monster (1964)
- Invasion of Astro-Monster (1965)
- Destroy All Monsters (1968)
- Godzilla vs. Gigan (1972)
- Godzilla vs. King Ghidorah (1991)
- Rebirth of Mothra (1996)
- Rebirth of Mothra III (1998)
- Godzilla, Mothra and King Ghidorah: Giant Monsters All-Out Attack (2001)
- Godzilla: Final Wars (2004)